# Bernadett Baczkó
Bernadett Baczkó, née le 8 janvier 1986 à Budapest, est une judokate hongroise.

## Palmarès international en judo
| Championnats du monde | Championnats du monde | Championnats du monde |
| Année                 | Médaille              | Catégorie             |
| --------------------- | --------------------- | --------------------- |
| 2007                  | bronze                | –57 kg                |